# Ruth Kark
Pour les articles homonymes, voir Kark.
 (octobre 2022).
La mise en forme du texte ne suit pas les recommandations de Wikipédia : il faut le « wikifier ».
Les points d'amélioration suivants sont les cas les plus fréquents. Le détail des points à revoir est peut-être précisé sur la page de discussion.
- Les titres sont pré-formatés par le logiciel. Ils ne sont ni en capitales, ni en gras.
- Le texte ne doit pas être écrit en capitales (les noms de famille non plus), ni en gras, ni en italique, ni en « petit »…
- Le gras n'est utilisé que pour surligner le titre de l'article dans l'introduction, une seule fois.
- L'italique est rarement utilisé : mots en langue étrangère, titres d'œuvres, noms de bateaux, etc.
- Les citations ne sont pas en italique mais en corps de texte normal. Elles sont entourées par des guillemets français : « et ».
- Les listes à puces sont à éviter, des paragraphes rédigés étant largement préférés. Les tableaux sont à réserver à la présentation de données structurées (résultats, etc.).
- Les appels de note de bas de page (petits chiffres en exposant, introduits par l'outil «  Source ») sont à placer entre la fin de phrase et le point final[comme ça].
- Les liens internes (vers d'autres articles de Wikipédia) sont à choisir avec parcimonie. Créez des liens vers des articles approfondissant le sujet. Les termes génériques sans rapport avec le sujet sont à éviter, ainsi que les répétitions de liens vers un même terme.
- Les liens externes sont à placer uniquement dans une section « Liens externes », à la fin de l'article. Ces liens sont à choisir avec parcimonie suivant les règles définies. Si un lien sert de source à l'article, son insertion dans le texte est à faire par les notes de bas de page.
- La présentation des références doit suivre les conventions bibliographiques. Il est recommandé d'utiliser les modèles {{Ouvrage}}, {{Chapitre}}, {{Article}}, {{Lien web}} et/ou {{Bibliographie}}. Le mode d'édition visuel peut mettre en forme automatiquement les références.
- Insérer une infobox (cadre d'informations à droite) n'est pas obligatoire pour parachever la mise en page.

Pour une aide détaillée, merci de consulter Aide:Wikification.
Si vous pensez que ces points ont été résolus, vous pouvez retirer ce bandeau et améliorer la mise en forme d'un autre article.
 (octobre 2022).
Si vous disposez d'ouvrages ou d'articles de référence ou si vous connaissez des sites web de qualité traitant du thème abordé ici, merci de compléter l'article en donnant les références utiles à sa vérifiabilité et en les liant à la section « Notes et références ».
Ruth Kark, née Ruth Kleiner le 28 mars 1941 à Herzliya (Israël) est une professeure émérite au département de géographie de l'Université hébraïque de Jérusalem. Experte en géohistoire, la culture de la colonisation du Moyen-Orient, la terre d'Israël et l'État d'Israël aux 19e et 20e siècles et la colonisation du sionisme, Kark a écrit et édité plus de 27 livres et plus de 200 articles et a remporté le titre de Cher Jérusalem en 2013, le prix Herzl en 2014 et le prix de l'association géographique en 2016. Kark est l'une des premières femmes à recevoir un doctorat en géographie en Israël, et la première à obtenir un poste universitaire et un diplôme de professeur titulaire dans cette profession dans les universités israéliennes.

## Biographie

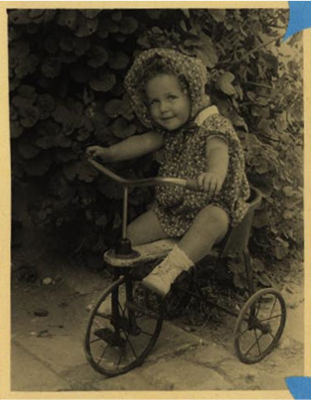
Ruth Kleiner pendant sa enfance à Herzliya

Kark est née en 1941. Ses parents s'installèrent en 1925 comme pionniers à Herzliya, à l'époque une colonie agricole. Elle vit à Herzliya jusqu'à l'âge de six ans et à la fin des  années 1950 (~1947), la famille déménage au Beit Hakerem à Jérusalem, où ses parents continuent leur métier de l'Firmehôtellerie. Kark vit dans ce quartier à ce jour. Elle va à l'école primaire élémentaire The Vineyard près du Collège David Yellin Teachers, puis au lycée leyada où elle suit un cursus d'études du Moyen-Orient. Jeune fille, elle est membre du mouvement de jeunesse Ha - Shomer ha - Tsa'ir dans le noyau "Tamir" (Tel Aviv, centre, Jérusalem, Ramatim), désigné pour le kibboutz Shamir.

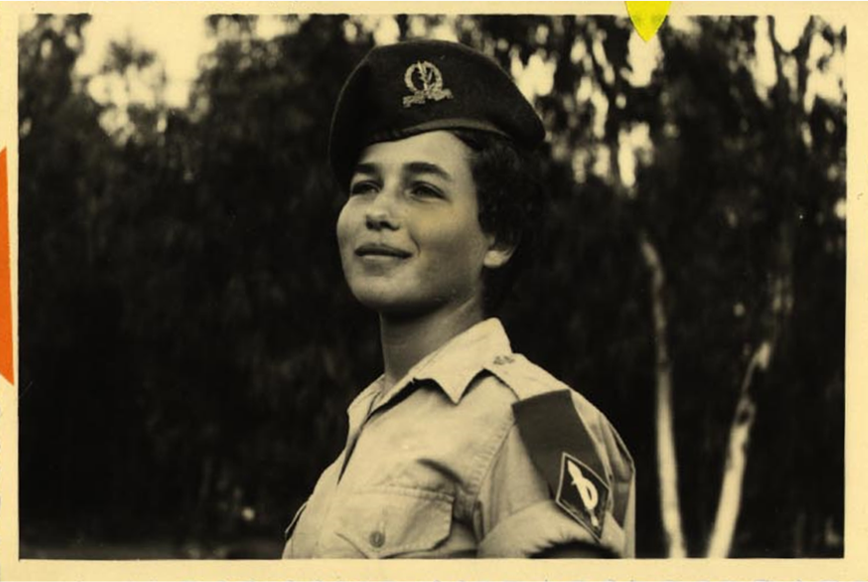
Ruth Kark née Kleiner, un soldat dans le Nahal

En 1958, elle s'enrôle dans l'armée israélienne à Betar Dotan dans le cadre du Nahal et y occupe des postes de de commandement et d'entraînement. Pendant son service militaire, elle fait un cours de topographie pour instructeurs de Tsahal.
En 1964, elle obtient une licence en géographie et histoire du Moyen-Orient et écrit sa thèse de maîtrise sur l'implantation juive pionnière dans le Néguev entre 1880 et 1948. De 1971 à 1974, elle est assistante d'enseignement et de recherche au Département de géographie et en 1976, elle enseigne au Département de géographie de l'Université hébraïque. En 1977, elle termine une thèse de doctorat en géographie à l'Université hébraïque de Jérusalem et de Jaffa sur la fin de la période ottomane.

### Ouvrages
- תולדות ההתיישבות החלוצית היהודית בנגב עד לשנת 1948, הוצאת הקיבוץ המאוחד, 1974 ומהדורה מחודשת, הוצאת אריאל, ירושלים, 2002.
- שכונות בירושלים: הבניה בירושלים החדשה ותקנות השכונה, הוצאת יד יצחק בן-צבי, ירושלים, 1978, 1981.
- קרקע והתיישבות בארץ ישראל: 1830 – 1990, הוצאת האוניברסיטה העברית, ירושלים, 1984, 1995.
- גאולת הקרקע בארץ-ישראל: רעיון ומעשה, הוצאת יד יצחק בן-צבי, ירושלים, 1990.
- יזמים ספרדיים בארץ-ישראל: משפחת אמזלאג, 1816-1918, הוצאת ספרים ע"ש י"ל מאגנס, ירושלים, 1993.
- ירושלים וסביבותיה: רבעים, שכונות וכפרים 1800 - 1948, הוצאת אקדמון, ירושלים.
- יהושע חנקין: שתי אהבות, הוצאת מילוא, תל אביב, 1996.
- העבריות החדשות: נשים ביישוב ובציונות בראי המגדר, יד יצחק בן-צבי, ירושלים, 2001.
- המצפות הראשונות בנגב, ירושלים: אריאל, 2002.
- יפו: צמיחתה של עיר, 1799-1917, הוצאת יד יצחק בן-צבי, ירושלים, 1984, 2003.
- שישים שנה למצפות הראשונות בנגב: (1943-2003), הוצאת אריאל, ירושלים, 2003.
- משפחת ולירו: שבעה דורות בירושלים : 1948-1800, הוצאת גפן, ירושלים, 2005.
- עצמאות ויזמות של נשים ערביות (כפריות ובדוויות) בישראל, הוצאת מכון פלורסהיימר למחקרי מדיניות, ירושלים, 2009.
- מוזיאונים אתנוגרפיים בישראל, בשיתוף עם נעם פרי, ירושלים: אריאל, 2014.
- קהילות שיתופיות של נוצרים בישראל, רמי דגני ורות קרק. בתוך אריאל 204-205, 2014, ע' 115–122.

- Kark, R. (ed.), The land that became Israel: studies in historical geography, Jerusalem: Magnes Press, 1989; New-Haven: Yale University Press, 1990.
- Glass, J. B. & Kark, R., Sepharadi entrepreneurs in Eretz Israel: The Amzalak Family, 1816-1918, Jerusalem: Magnes, Press, 1991.
- Kark, R., American Consuls in the Holy Land 1832–1914, Detroit: Wayne State University Press; Jerusalem: Magnes Press, 1994.
- Kark, R., Jerusalem Neighborhoods, Planning and By-Laws (1855–1930), Jerusalem: Magnes Press, 1991.
- Dudman, H. & Kark, R., The American Colony, Scenes from a Jerusalem Saga salem, Carta, 1998.
- Kark, R. & Oren-Nordheim, M., Jerusalem and its environs: quarters, neighborhoods and villages, 1800-1948 Detroit: Wayne State University Press, 2001.
- Glass, J. B. & Kark, R., Sephardi entrepreneurs in Jerusalem: The Valero Family, Jerusalem: Gefen Publishing House, 2007.
- Kark, R., Shilo, M. & Hasan-Rokem, G., Jewish women in Pre-State Israel: life history, politics and culture, Waltham, MA.: Brandeis University Press, 2008.
- Kark, R., Galilee, E. & Feueratein, R., Independence and entrepreneurship among Arabs Muslim Rural and Bedouin women in Israel, Jerusalem: Floersheimer Studies, 2009.
- Perry, N. & Kark, R., Ethnographic Museums in Israel, Jerusalem: Israel Academic Press, 2017.
- Galilee, E. & Kark, R., The Valley of Yizrael/Marj Ibn Amarat the end of the Ottoman Period, New York: Israel Academic Press, 2017.
- Slae, B. & Kark, R., Jerusalem’s Jewish Quarter: Heritage and Post War Restoration, New York: Israel Academic Press & Amazon, 2018.